# Taphronota merceti
Taphronota merceti är en insektsart som beskrevs av Bolívar, I. 1904. Taphronota merceti ingår i släktet Taphronota och familjen Pyrgomorphidae. Inga underarter finns listade i Catalogue of Life.